# 音樂電視網
40°45′29″N 73°59′18″W / 40.7579615°N 73.9883661°W
音樂電視網（Music Television，MTV），或称全球音樂電視台，是美国派拉蒙全球擁有的一条24小时广播的有线电视频道，于1981年8月1日在纽约开播。频道以青少年为主要观众，起初为以音樂錄影帶和歌手为核心的音乐频道，后转型为综合娱乐频道，节目类型扩至电视剧、电影、真人實境節目、動畫等。MTV是全球最知名的有线电视网之一，被视为音樂錄影帶的流行文化开创者。

## 歷史
MTV的歷史可以追溯到1977年，華納愛美克斯有線電視（Warner Amex Cable，一個華納音樂集團及美國運通合資的公司）在俄亥俄州哥伦布推出了第一個雙向互動式有線電視系統「Qube」。作为特色之一，Qube提供了許多专门的頻道。其中一個叫做「风车」的兒童頻道是尼克国际儿童频道的前身。在這些頻道當中還有個專門播放演唱會橋段和音樂性質節目的音樂頻道，名為「Sight On Sound」，则是MTV的前身。透過Qube，觀眾可以票選他們最喜歡的歌曲和演唱家。這個頻道受到的歡迎促使華納愛美克斯有線電視將這個頻道行銷到美國其他地方的有線電視網中去。
1981年8月1日美东时间凌晨零点零一分，「MTV-Music Television」開始在全美各地播放，成為了一股流行文化現象。開台播放的是世界上第一艘航天飞机「哥伦比亚号」发射的倒计时以及阿波罗11号登月的片段影像，之后音频中引入开场白，是由John Lack提供的「女士们先生们，摇滚起来吧」（Ladies and gentlemen, rock and roll）；之后伴随着由Jonathan Elias和John Petersen制作的摇滚风格音乐响起，登月的美国国旗变为不断变换图案的MTV的标志并逐渐充满整个荧幕。MTV开台播放的第一支音乐录影带当时只有新泽西州的家庭电视可以收看，是The Buggles樂隊現場演出的歌曲《影片殺死了廣播明星》（Video Killed the Radio Star）。類似的玩笑式幽默也可以在MTV Europe播出的第一支音樂錄音帶上看到，那是險峻海峽（Dire Straits）唱的冠軍單曲《金錢無用》（Money for Nothing），其開頭第一句歌詞就是用來諷刺MTV的「I want my MTV」。MTV早期的節目模式仿效Top 40式的電台節目，由一些新面孔的年輕男女來主持節目的製作，並介紹目前正在播放的音樂錄影帶。於是相對於電台的「DJ」（Disc Jockey），「VJ」（Video Jockey）這個詞被創造了出來，有許多VJ之後都變成了名人。1980年代，MTV早期播放的音樂錄影帶通常都是製作粗糙的推廣影帶或演唱會錄影。隨著MTV受歡迎程度的提升，唱片公司意識到音樂錄影帶具有成為宣傳工具的潛力，於是開始製作越來越精緻、專門用來放在MTV上播放的音樂錄影帶。有些知名的電影導演就是從拍攝音樂錄影帶起家的。

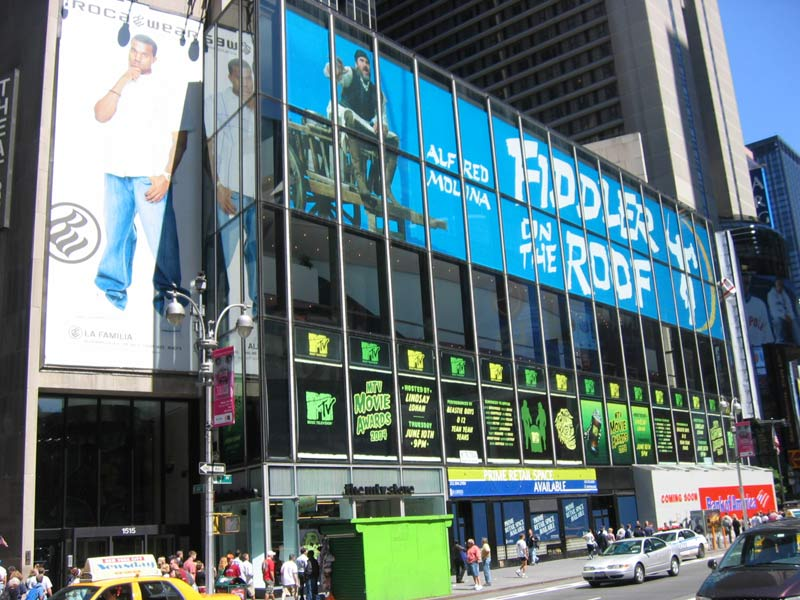
位於紐約市的MTV總部外觀。

1980年代和1990年代有大量搖滾明星藉由MTV成為家喻戶曉的人物。可以立即和MTV畫上等號的1980年代樂團有杜蘭杜蘭和邦喬飛。麥可·傑克遜因為成為MTV的熱門歌手而掀起了他事業的第二波高潮。而環顧整個1980年代，藉由MTV幫助自己的演藝事業不斷成長壯大，當中手法最高明成效最顯著者非瑪丹娜莫屬，她在1980年代藉由MTV成名，直到現在都還是高度依賴MTV來宣傳她的音樂。
1984年MTV製作了其第一個「MTV錄影帶音樂獎」（MTV Video Music Award）。這個獎成為了音樂工業中的一個重要獎项，以及讓那些認為葛萊美獎過於乏味古板的人有個時髦的替代選擇。
在MTV的節目开始包含越来越多重金屬及饒舌樂後，MTV電視網於1985年推出了第二個頻道「Video Hits 1」。VH1比MTV播出更多的流行音樂。MTV電視網的頻道還包括有Nickelodeon，一個播放兒童和家庭節目的有線電視頻道。
MTV起初全天候播放音樂錄影帶，不過後來便播出各式各樣的節目，其中有：
- 動畫卡通，如《癟四與大頭蛋》和《越狱兔》；
- 實境節目，如《The Real World》和《Road Rules》；
- 惡作劇／喜劇秀，如《The Tom Green Show》、《The Real World》、《蠢蛋搞怪秀》（Jackass）和《明星大整蛊》；
- 情境喜劇，如《Undressed》。

到了1990年代後半期，MTV的主要組成節目不再屬於音樂類型。2002年，MTV播出了另外一個實境節目《奧斯朋家庭》（The Osbournes），演出「黑色安息日」（Black Sabbath）樂團的前靈魂人物奧茲·奧斯朋（Ozzy Osbourne）、他的妻子莎倫和兩個小孩傑克和凱莉的平日生活。這個節目成為了MTV有史以來最成功的節目之一，它不旦快速開啟了凱莉·奧斯朋（Kelly Osbourne）的音樂事業，還讓莎倫·奧斯朋（Sharon Osbourne）前去主持一個美國脫口秀節目。2003年，另外一個實境節目《Newlyweds》開播，演出的是一對音樂名人潔西卡·辛普森（Jessica Simpson）和尼克·萊奇（Nick Lachey）的生活。繼《Newlyweds》的成功之後，接著是2004年6月播出的《艾希莉辛普森秀》（The Ashlee Simpson Show），一個描述潔西卡·辛普森的妹妹艾希莉·辛普森開啟其音樂事業的實境節目。
2011年11月，台灣MTV經營權由三立電視買下，年底原團隊搬入三立電視總部。

## 姊妹頻道
| 频道                            | 开播日期      | 说明 |
| ------------------------------- | ------------- | --- |
| VH1（Video Hits One）           | 1985年1月1日  | MTV第一个常规姊妹频道，面向较年长观众群的成人当代音乐电视频道，后重心转向音乐电视真人秀节目。                                                                       |
| CMT（Country Music Television） | 1983年3月5日  | 美国首个全国性的乡村音乐电视频道。 |
| MTV2（前称为M2）                | 1996年8月1日  | 在MTV转型为综合娱乐频道时推出的副频道，延续MTV24小时播放音乐节目的传统，后转型为面向男性观众的娱乐频道，2017年后，原创节目改在MTV播放，MTV2改为播放电影及重播节目。 |
| MTV Tr3́s (Tr3́s)                 | 1998年8月1日  | 前身为MTV Español，面向拉丁裔观众的音乐娱乐频道。 |
| MTV Classic                     | 1998年8月1日  | 前身为VH1子频道VH1 Smooth，以播放爵士乐、新世纪音乐等为主，后转型为播放历年经典音乐录像带和节目的VH1 Classic，2016年更名为MTV Classic。                             |
| MTV Jams                        | 1998年 8月1日 | 前身为播放另类摇滚、硬式摇滚等为主的音乐频道，2002年改为以嘻哈音乐为主的MTV Jams。2015年更名为BET Jams。                                                            |
| MTV Hits                        | 2002年5月1日  | 以播放列表方式播放热门音乐录像带，2016年更名为NickMusic。 |
| MTVU                            | 2004年1月20日 | 前身为VH1子频道VH1 Uno，以播放拉丁流行音乐为主。2004年因收视率过低，被面向全美大学生的频道MTVU取代，2018年5月被Cheddar TV收购，更名为CheddarU。                     |
| MTV Desi                        | 2005年7月12日 | 面向南亚裔观众的音乐娱乐频道。 2007年4月30日停播。 |
| MTV Chi                         | 2005年12月6日 | 面向华裔观众的音乐娱乐频道。 2007年4月30日停播。 |
| MTV K                           | 2006年6月27日 | 面向韩裔观众的音乐娱乐频道。 2007年4月30日停播。 |
| MTV Live（原Palladia）          | 2006年1月16日 | 前身为提供高清晰度现场音乐表演的频道MHD，2008年9月1日更名为Palladia，2016年2月1日更名为MTV Live。                                                                   |

## 國際音樂電視網頻道
MTV在世界各地均有分支頻道，包括MTV加拿大頻道、MTV英國頻道、MTV西班牙頻道、MTV France、MTV Germany、MTV Europe、MTV Portugal、MTV Adria、MTV Denmark、MTV Finland、MTV Italy、MTV Netherlands、MTV Norway、MTV Poland、MTV Romania、MTV Sweden、MTV Southeast Asia、MTV Japan、MTV Mandarin、MTV Taiwan、SBS M、MTV India、MTV Latin America、MTV Brazil、MTV Australia和MTV Russia。

### MTV台灣頻道
MTV台灣頻道於1995年4月21日晚上10點開播，是台灣第一個音樂電視頻道。2011年11月，三立電視買下MTV台灣頻道經營權，於2021年推出台灣嘻哈選秀綜藝節目《大嘻哈時代》。此外，近幾年亦將品牌經營拓展至網路，營運之YouTube頻道包括「MTV娛樂台」、「我愛偶像IDOLS OF ASIA」、「零捌卡好笑」與「大嘻哈時代」。

## 批評
MTV在早年被批評為有種族歧視，因為它播放的歌手幾乎都是白人。MTV的主管宣稱說這是由於很少有來自黑人歌手及其他少數族群歌手的音樂錄影帶，儘管黛安娜·蘿絲（Diana Ross）和杰克逊五人组（The Jackson 5）在MTV出現之前就已經在製作音樂錄影帶了。不久，MTV開始大量播放麥可·傑克遜專輯《Thriller》中的音樂錄影帶，尤其是《Billie Jean》和《Thriller》這兩首歌，成為了MTV史上最受歡迎的音樂錄影帶之一。之後MTV便播放了大量黑人歌手的音樂，並且推出一些像《Yo! MTV Raps》這類嘻哈樂節目，以及一個數位有線頻道《MTV Jams》。
作為唱片工業的宣傳工具，MTV被批評為過於商業化，損害了真正音樂的重要性，讓視覺效果取代了音樂的地位。1985年Dead Kennedys便喊出了「MTV Get Off The Air」（MTV滾出電視屏幕）以要求MTV停播。
在英國，MTV被飽受批評，原因是它不再播放任何音樂錄影帶，取而代之是播放自家製作的實境節目(如《奧斯朋家庭》)。不過也有許多人認為，MTV在英國一共有九個頻道，在其中幾個特色頻道中各自播放著不同音樂類型的音樂錄影帶。音樂錄影帶也會穿插在每個節目之間，以及在夜間播放。
MTV也因過度使用商標、節目廣告和倒數計時器而被批評。它的電子音樂頻道MTV Dance受到嘲諷，原因是日間時段沒有舞曲，反而充斥著一些流行樂和R&B的混音。這個頻道還被批評為缺乏節目規劃。
批評MTV的人也宣稱某些人的音樂之所以暢銷是因為他們在MTV上面曝光比较多，而不是MTV選了最好的音樂來播放，還有MTV在音樂工業上面具有太多的影響力了。
另外有些人批評MTV將某些明星的不良行為播放出來，導致了美國年輕人去模仿這些不良行為。

## 奖项
MTV每年举办一系列的娱乐奖项，大部分奖项以艺人及作品的受欢迎程度为评选标准。
- MTV音乐录影带大奖
  - MTV歐洲音樂大獎
  - MTV日本音樂錄影帶大獎
  - MTV亞洲大獎（已停办）
  - CCTV-MTV音樂盛典（已停办）
- MTV影视大奖

## 口號
- "I want my MTV"
- "MTV... Proud as a Moon Man"（戲仿NBC1980年的口號「Proud as a Peacock (We're Proud)」）
- "MTV Lives In Your Music"
- "Some People Just Don't Get It"
- "Watch and Learn"
- "Mmmm Tttt Vvvv"
- "哇靠!!MTV"（2004MTV台灣改版口號）標誌藍標
- "MTV,水喔!!"（2009MTV台灣改版口號）11月6日標誌換黃橘標
- "MTV,水喔!!"（2010台灣改版口號）2010年1月1日標誌換黑標
- "MTV,MTV 夢想100!!" （2011MTV台灣改版口號）1月1日標誌換黑標
- "MTV,MTV 夢想101!!" 標誌換白標
- "MTV要你好看"（中国大陆口号）

## 外部連結
- MTV official site （页面存档备份，存于）
- MTV Networks Europe （页面存档备份，存于）
- MTV Myspace （页面存档备份，存于）
- MTV 中国网站 （页面存档备份，存于）
- MTV 韩国网站 （页面存档备份，存于）
- MTV asia （页面存档备份，存于）
- MTV 台湾网站 （页面存档备份，存于）
- MTV Vietnam